# ハイロ・カスティージョ
ハイロ・フェルナンド・カスティージョ・コルテス（Jairo Fernando Castillo Cortés, 1977年11月17日 - ）は、コロンビア・ナリーニョ県出身の元サッカー選手。ポジションはフォワード。

## 経歴
1999年から2005年にかけて、コロンビア代表として23試合に出場した。2001年、母国開催のコパ・アメリカで優勝した。